# 無處 (奧克拉荷馬州)
無處（英語：Nowhere）為在美國奧克拉荷馬州卡多縣的非建制地區，位於科布堡水庫東南端。此地區位在阿爾伯特南南西方，相距5.5英里（8.9）；且位在阿納達科西北方，相距14英里（23）。